# Maulboyheenner
Maulboyheenner, né vers 1816 et mort le 20 janvier 1842, est un combattant de la résistance et un guide aborigène australien du nord-est de la Tasmanie. Il est également connu sous plusieurs autres noms, notamment Timme, Timmy, Bob et Malapuwinarana.

## Jeunesse
Maulboyheenner est né vers 1816 dans la région de Cape Portland (en), au nord-est de la Tasmanie, une région connue de son peuple sous le nom de Nalebunner. Son père est un chef de clan local nommé Rolepa et sa mère est Luggenemenener. En 1826, alors qu'il n'est encore qu'un enfant il est témoin du naufrage du navire colonial Sally, qui transporte des colons de la Van Diemen's Land Company (en) pour établir une station d'élevage de chevaux à Cape Portland,.
En 1829, pendant la Black war, une guerre d'extermination menée par les colons britanniques contre les peuples autochtones de Tasmanie, une  « roving party » (groupe itinérant)  armée dirigé par John Batman attaque son clan, tuant un certain nombre de personnes et emmenant sa mère, Luggenemenener et son frère Rolepana en captivité. Maulboyheenner, qui a treize ans à l'époque, est également capturé et emmené à Launceston.

## «Mission amicale» de George Augustus Robinson
En 1830, Maulboyheenner rejoint George Augustus Robinson et sa « mission amicale » en tant que guide aborigène. Cette mission est une série d'expéditions conçues pour rassembler les derniers aborigènes de Tasmanie et les placer en exil forcé sur l'île Flinders dans le détroit de Bass. À l'époque, Maulboyheenner est décrit comme un « adolescent indigène » utile à Robinson pour localiser les groupes indigènes restants dirigés par Eumarrah (en), Tongerlongeter (en) et Montpelliatta (en). Il continue à servir jusqu'en 1834, date à laquelle il est lui-même transporté à l' établissement aborigène de Wybalenna (en) sur l'île Flinders.

## Emprisonnement au district de Port Phillip
Maulboyheenner fait partie d'un groupe de seize aborigènes de Tasmanie que George Augustus Robinson emmène dans la colonie nouvellement colonisée de Melbourne, dans le district de Port Phillip (en), en 1839, dans  l'intention qu'ils aident à « civiliser » les « Noirs » victoriens lorsqu'il devient protecteur en chef des aborigènes à Port Phillip.

## Résistance

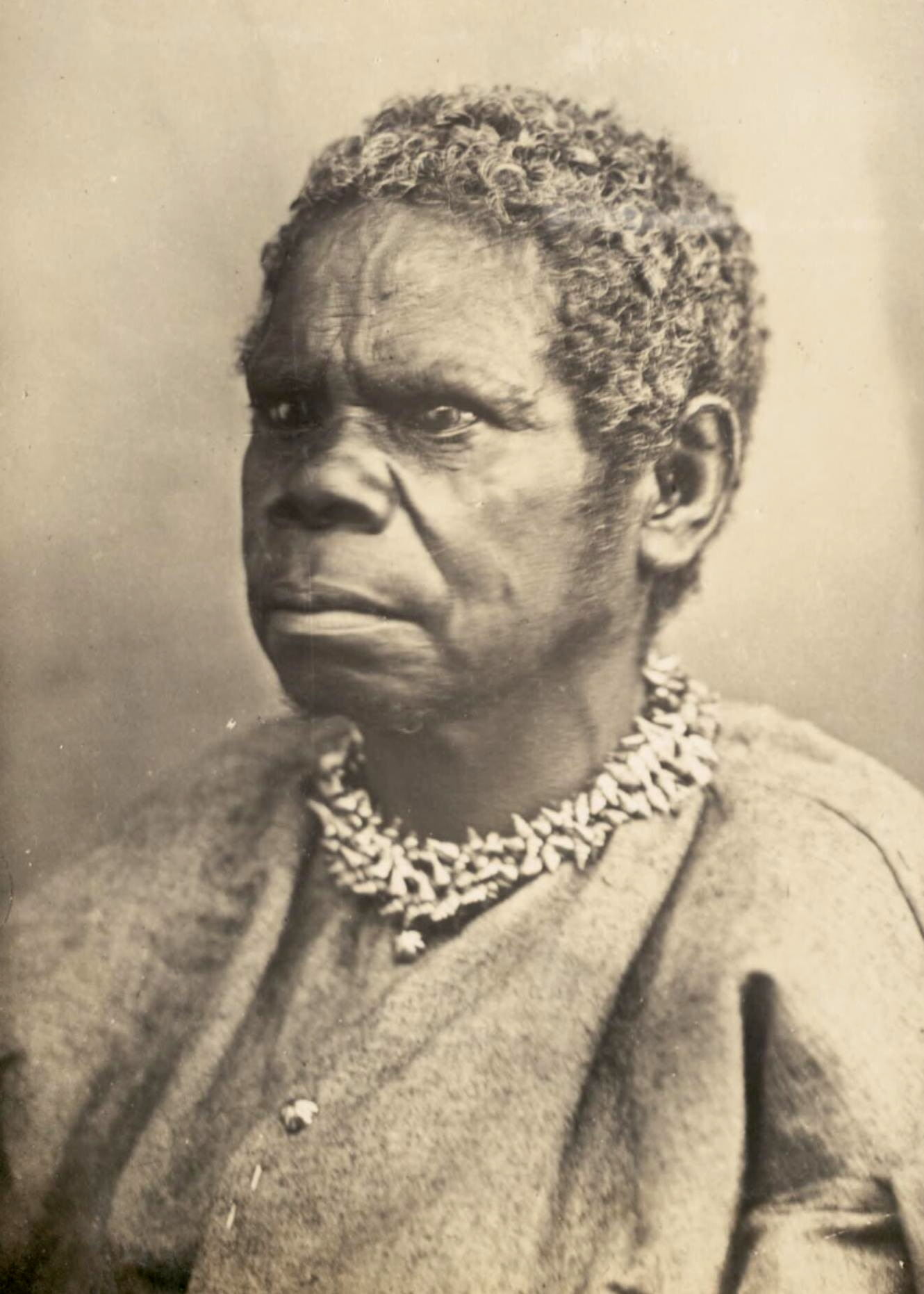
Truganini.

En septembre 1841, Maulboyheenner et quatre autres aborigènes de Tasmanie, dont Tunnerminnerwait (Peevay), Plorenernoopner (Fanny), Maytepueminer (Maria) et Truganini, mènent une campagne de résistance de sept semaines contre les colons britanniques dans la région de Western Port, au sud-est de Melbourne. Maulboyheenner est alors en couple avec Truganini. Le groupe vole des armes à feu et des munitions dans les huttes de colons près de Dandenong (en) et cambriole des maisons. Ils se dirigent vers Cape Paterson, à la recherche du mari de Maytepueminer, Lacklay, qui a disparu dans cette région et qui aurait été assassiné. Le 6 novembre 1841, ils échangent des coups de feu avec les surveillants d'une mine de charbon à Cape Paterson, au cours de laquelle quatre hommes blancs sont blessés et deux marins d'une station baleinière voisine sont tués,,.

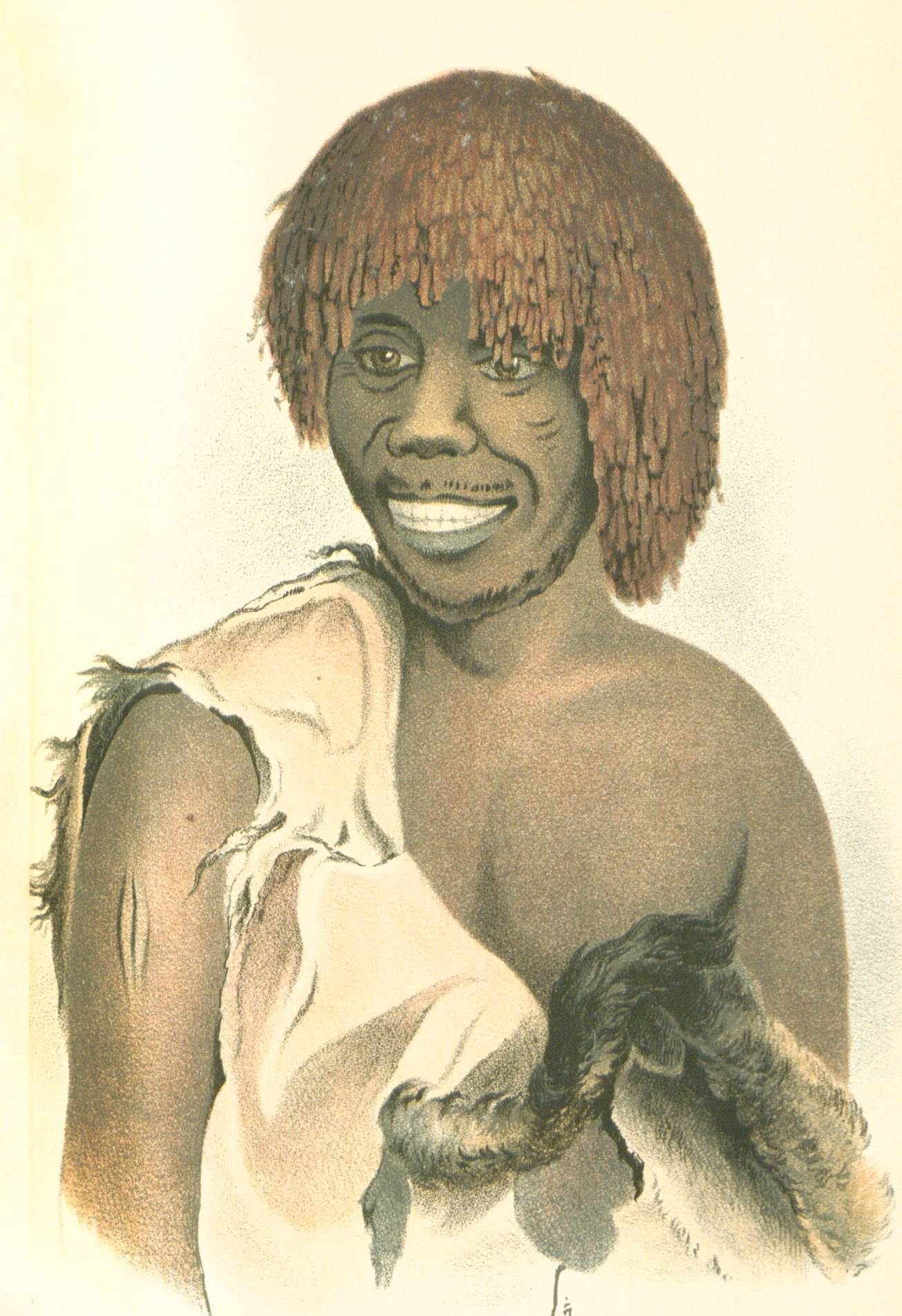
Tunnerminnerwait.

Trois expéditions militaires sont nécessaires pour réussir à les capturer, avec l'aide de la police indigène (en). Tous les cinq sont capturés en 1841 à Powlett River (en),.

## Procès et jugement
Ils comparaissent devant le juge Willis le 20 décembre 1841 à Melbourne, et sont accusés de meurtre. Les cinq hommes sont défendus par Redmond Barry (en), qui est le représentant permanent du Conseil de défense des aborigènes. Barry remet en question la base juridique de l’autorité britannique sur les aborigènes qui ne sont pas citoyens et affirment que les preuves sont douteuses et circonstancielles. Étant aborigènes, aucune des cinq personnes accusées n’est autorisée à témoigner devant le tribunal.
Le Juge Willis « ne voulait pas que la justice soit administrée de telle manière que les meurtriers puissent échapper à la justice de la loi : il ne voulait pas qu'une telle chose se produise dans son district ».
La Cour suprême reconnait Tunnerminnerwait et Maulboyheenner coupables du meurtre des deux baleiniers, nommés Cook et Yankey, et les condamnent à mort. Le juge Willis souuaite inspirer « la terreur... afin de dissuader les aborigènes de commettre des transgressions similaires »,.

## Exécution
Maulboyheenner est exécuté pour meurtre le 20 janvier 1842 avec Tunnerminnerwait, à l'extérieur de vieille prison de Melbourne Il s’agit des premières exécutions légales à avoir lieu à Melbourne. Elles sont également les premières d'une série de pendaisons qui sont menées publiquement dans cette colonie. Une foule d'environ 5 000 colons observe Maulboyheenner être lentement étranglé à mort lors de cette pendaison ratée.
Tunnerminnerwait et Maulboyheenner sont enterrés dans des tombes anonymes au vieux cimetière de Melbourne qui se trouve maintenant sous le  marché Queen Victoria (en).

## Monuments commémoratifs

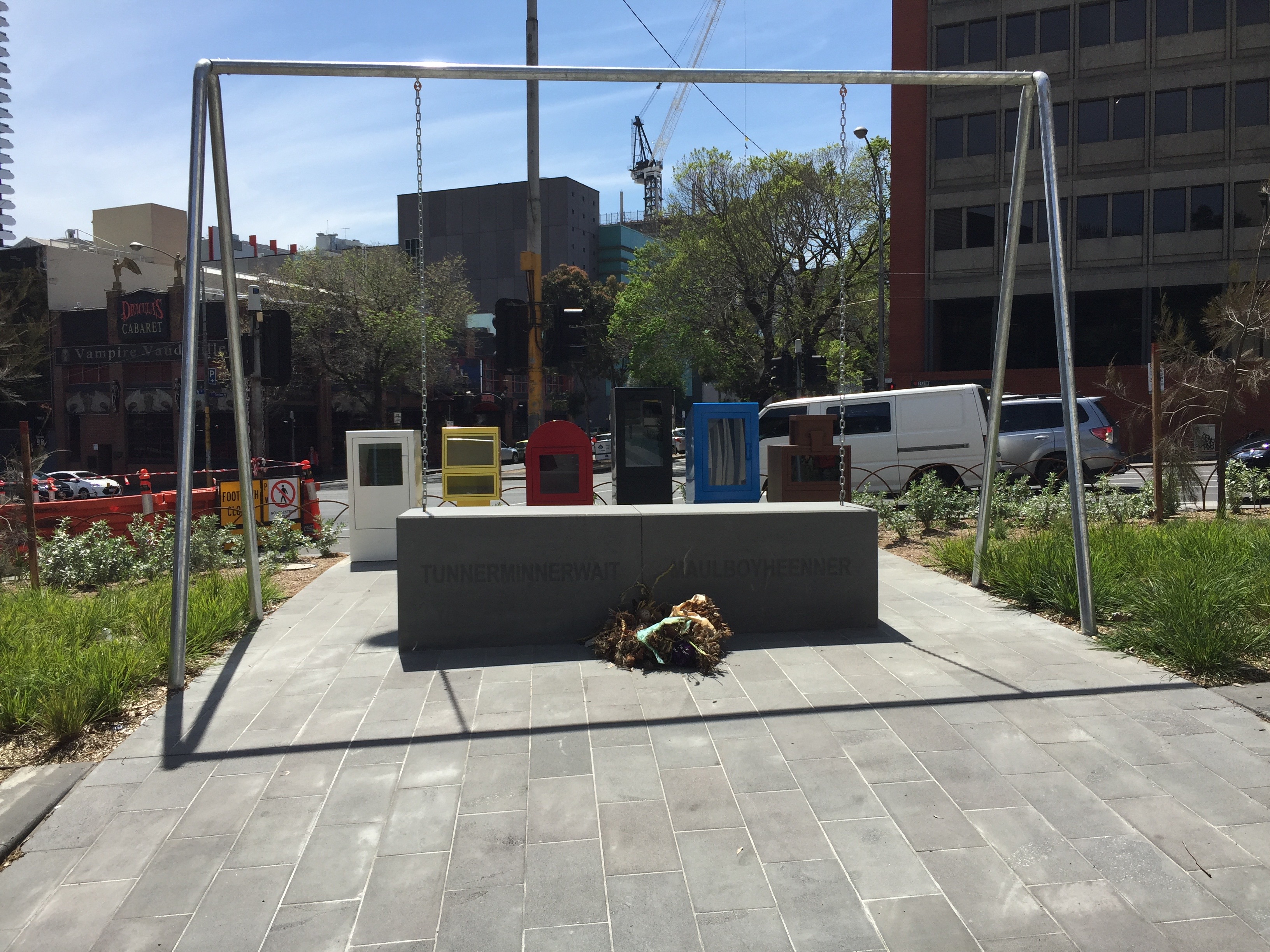
Mémorial de Tunnerminnerwait et Maulboyheenner à Melbourne.

- En 2008, le Comité de commémoration de Tunnerminnerwait et Maulboyheenner est créé pour organiser une commémoration annuelle sur le lieu de leur exécution[10].
- Une œuvre d'art publique commandée par la ville de Melbourne, intitulée Standing by Tunnerminnerwait et Maulboyheenner, se dresse sur ou à proximité du lieu d'exécution à Victoria St, à l'extérieur des murs de l' ancienne prison de Melbourne. Le site Web contient des recherches historiques et des informations sur les artistes mandatés pour le réaliser :  l'artiste Brook Andrew, ainsi que Trent Walter[11].